# Being the Ricardos
Being the Ricardos (dt. etwa „Die Ricardos zu sein“) ist ein US-amerikanischer Spielfilm von Aaron Sorkin aus dem Jahr 2021. Die Filmbiografie begleitet das hochbelastete Künstlerpaar Lucille Ball und Desi Arnaz (dargestellt von Nicole Kidman und Javier Bardem) während der Dreharbeiten zu ihrer erfolgreichen 1950er-Jahre-Sitcom I Love Lucy. Der Titel ist eine Anspielung auf die interpretierten Fernsehrollen des Ehepaares „Lucy“ und „Ricky Ricardo“. Hauptdarstellerin Nicole Kidman gewann für ihre Leistung einen Golden Globe Award als Beste Hauptdarstellerin in einem Drama. Darüber hinaus erhielt der Film drei Oscar-Nominierungen.

## Handlung
Los Angeles im Jahr 1952: Während der Produktion ihrer Erfolgssitcom I Love Lucy werden Lucille Ball und Desi Arnaz mit beunruhigenden Nachrichten konfrontiert. Diese könnten sowohl ihre Ehe als auch ihre Karrieren gefährden. Ball wird vom Komitee für unamerikanische Umtriebe als mutmaßliche Kommunistin verdächtigt. Gleichzeitig berichtet eine Boulevardzeitung über eine heimliche Liaison von Arnaz mit einer anderen Frau.
Der Großteil der Handlung findet innerhalb von fünf Tagen während der Proben und abschließenden Dreharbeiten zur Folge Fred and Ethel Fight statt.

## Entstehungsgeschichte

### Drehbuchentwicklung

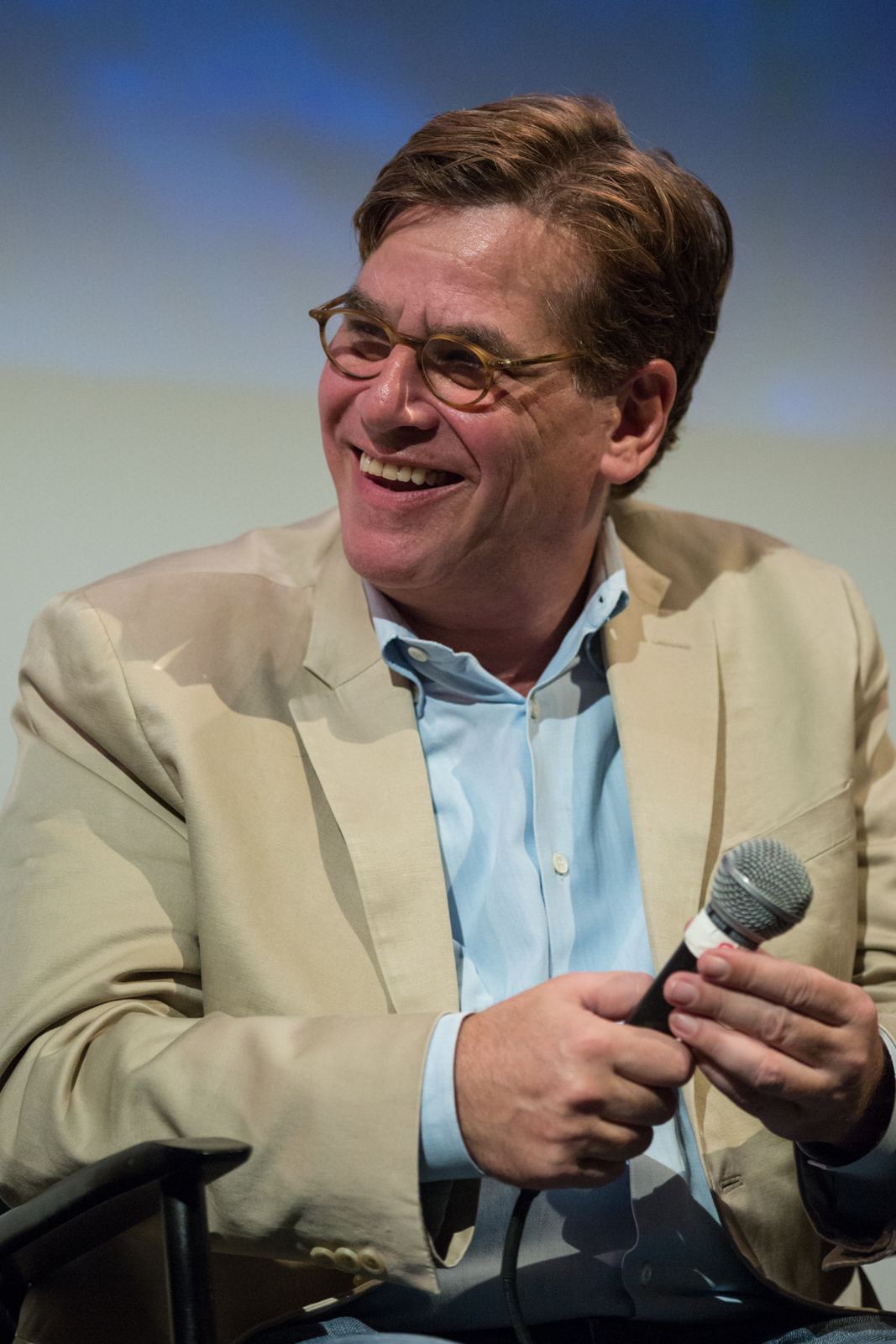
Regisseur und Drehbuchautor Aaron Sorkin (2016)

Für den vielfach preisgekrönten Drehbuchautor Aaron Sorkin ist Being the Ricardos der dritte Spielfilm als alleinverantwortlicher Regisseur. Die Anfänge des Projekts reichen bis ins Jahr 2015 zurück. Inspiration habe Sorkin durch seinen Produzenten Todd Black erhalten, der ihn über ein Jahr regelmäßig traf und Geschichten über Lucille Ball und Desi Arnaz erzählte, die er bis dahin noch nicht gekannt hatte. Dazu zählte auch, dass die Schauspielerin ins Visier des Komitees für unamerikanische Umtriebe geraten war. Sorkin selbst hatte Wiederholungen von I Love Lucy mehrfach als Kind gesehen. Da er eine Schwäche für klaustrophobische Zeiträume habe, entwickelte er die Idee, Being the Ricardos während der Produktionswoche einer Folge spielen zu lassen – von den ersten Lesungen am Montag bis zur Aufzeichnung vor Publikum am folgenden Freitag. So spielt der Film überwiegend im Fernsehstudio. Sorkin las zur Vorbereitung eine Reihe von Drehbüchern zu Folgen von I Love Lucy und entschied sich seinen Film zur Produktion von Fred and Ethel Fight spielen zu lassen. Darin versucht Ball alias Lucy das befreundete Ehepaar Mertz vor einer Trennung zu bewahren. Im Film hat Ball Probleme mit dem Skript und nimmt immer wieder Bezug darauf, was Sorkin gefallen habe. Er gab an, dass der Film keine reine Komödie sei.
Ursprünglich war Sorkin nur für das Verfassen des Filmskripts vorgesehen. Nach den Erfahrungen beim Dreh zu seinem später Oscar-nominierten Justizdrama The Trial of the Chicago 7 entschied er sich im Sommer 2020 auch bei Being the Ricardos die Regie zu übernehmen.

### Casting der Hauptdarsteller

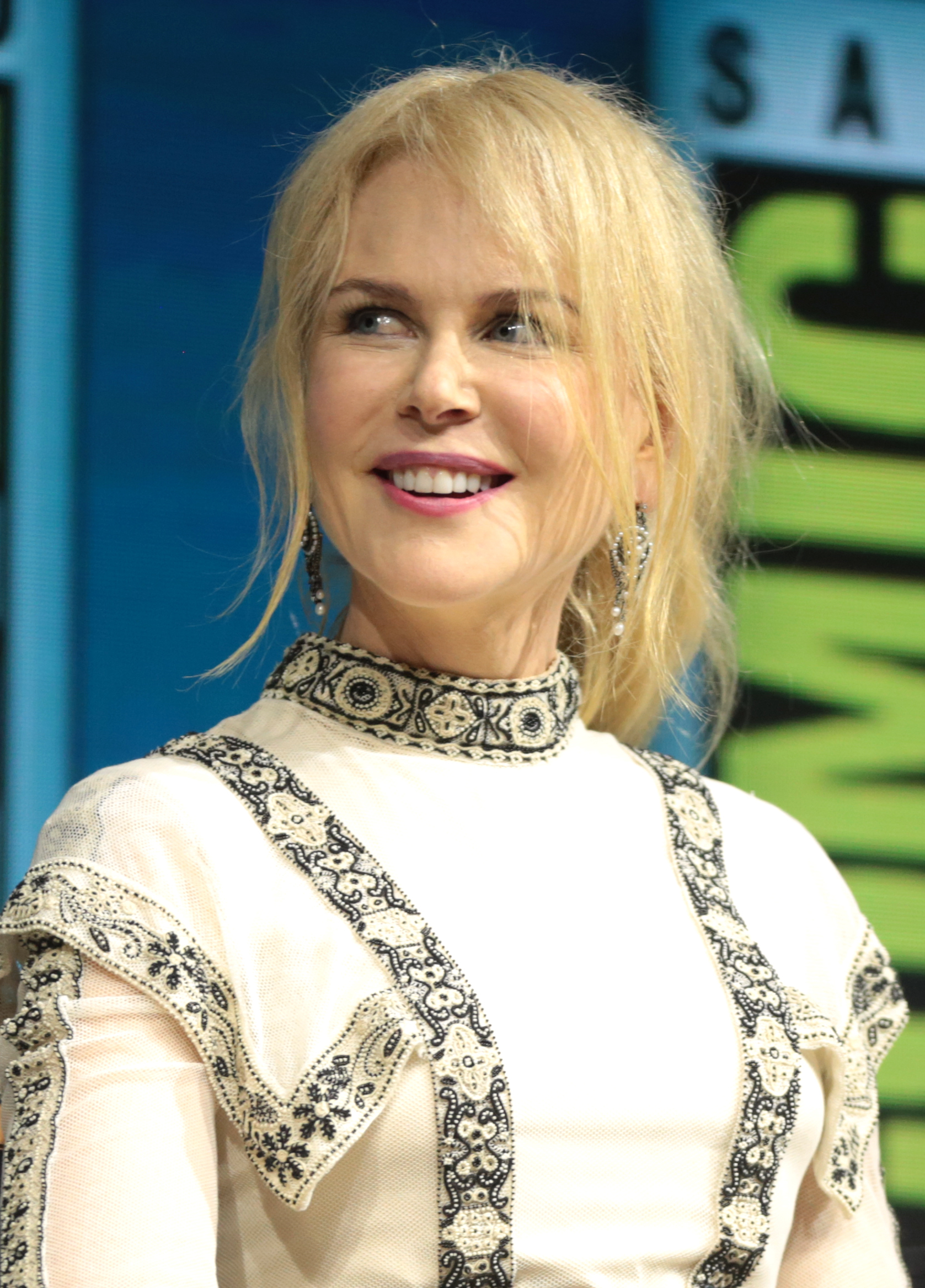
Hauptdarstellerin Nicole Kidman (2018)

Für die Darstellung des Künstlerpaares Lucille Ball und Desi Arnaz wurden Nicole Kidman und Javier Bardem verpflichtet. Ursprünglich war Cate Blanchett für die weibliche Hauptrolle vorgesehen. Die Anfang Januar 2021 bekanntgewordene Umbesetzung hatte zu gemischten Reaktionen bei Fans der Original-Sitcom geführt, die von 1951 bis 1957 im US-amerikanischen Fernsehen ausgestrahlt wurde. Unter anderem hatte sich auch die US-amerikanische Schauspielerin Debra Messing für den Part ins Gespräch gebracht. Sie hatte im Jahr 2020 Kritikerlob für ihre Darstellung der Lucille Ball in einer Folge der Fernsehserie Will & Grace erhalten. Balls Tochter Lucie Arnaz verteidigte daraufhin die Verpflichtung Kidmans. Sie war auch gemeinsam mit ihrem Bruder Desi Arnaz junior an der Produktion von Being the Ricardos beteiligt, darunter auch am Casting und an der Drehbuchentwicklung.
Filmemacher Sorkin gab später an, er habe nicht nach Schauspielern gesucht, die die Fernsehfiguren „Lucy“ und „Ricky“ genau personifizieren sollten, sondern Lucille Ball und Desi Arnaz. Ball habe nicht wie „Lucy Ricardo“ ausgesehen, sondern war attraktiver und habe ihn mehr an Rita Hayworth erinnert. Kenner der Serie würden die Figuren mit den Künstlern vermischen. Sorkin habe daher sein Filmpublikum necken und sich einen Moment Zeit nehmen wollen, bevor man Ball und Arnaz in Being the Ricardos erblickt. So legte auch ein im Oktober 2021 veröffentlichter erster Teaser der Spannung halber Wert darauf, möglichst wenig direkte Filmszenen mit Kidman zu zeigen. Auch habe Sorkin absichtlich auf zusätzliches Make-Up oder den Einsatz von Prothesen bei seinen Darstellern verzichtet.
Im August 2021 gab Lucie Arnaz an, die Dreharbeiten für zwei Tage besucht zu haben und lobte die Leistungen der Schauspieler überschwänglich, darunter jene von Kidman. Gleichzeitig kritisierte sie Sorkin dafür, sich bei einigen Szenen zu viele Freiheiten herausgenommen bzw. diese verdichtet zu haben. Diese würden daher nicht der Wahrheit entsprechen. Dennoch lobte sie den Filmemacher für seine Dialoge und dass er ihre Eltern als Filmfiguren „gut behandelt“ habe. Sorkin gestand später ein, aus dramaturgischen Gründen die Konflikte von Ball und Arnaz auf eine Woche verdichtet zu haben.

### Dreharbeiten
Die Dreharbeiten begannen Ende März 2021 in Los Angeles. Dabei wurden Vergleiche zu Sorkins Drehbuch zu Steve Jobs (2015) gezogen, das auch mit einem begrenzten Zeitrahmen arbeitet. Zum Filmteam gehörten Kameramann Jeff Cronenweth, die Szenenbildner Ellen Brill und Jon Hutman sowie der Tongestalter Steven A. Morrow. Die Kostümdesignerin Susan Lyall und der Editor Alan Baumgarten hatten bereits an Sorkins vorangegangenen Film The Trial of the Chicago 7 mitgewirkt. Komponist Daniel Pemberton hatte wiederum zu allen bisherigen Regiearbeiten Sorkins die Filmmusik beigesteuert, so auch zu Being the Ricardos.
Being the Ricardos wurde von Amazon Studios und Escape Artists produziert.

## Veröffentlichung und Rezeption

### Englischsprachiger Raum
Der Kinostart in den Vereinigten Staaten erfolgte am 10. Dezember 2021. Eine Veröffentlichung auf Prime Video fand am 21. Dezember 2021 statt.
Der Film erhielt gemischte Kritiken. Auf der Website Rotten Tomatoes hält Being the Ricardos derzeit eine Bewertung von 68 Prozent, basierend auf über 240 englischsprachigen Kritiken und einer Durchschnittswertung von 6,7 von 10 Punkten. Das Fazit der Seite lautet: „Being the Ricardos kann nicht darauf hoffen, die brillante Starpower seines Themas wirklich einzufangen, aber Nicole Kidman hat viel Spaß mit Aaron Sorkins spritzigen Dialogen“. Vom Publikum wurde der Film auf der Website etwas besser bewertet. Auf der konkurrierenden Website Metacritic erhielt der Film eine Bewertung von 60 Prozent, basierend auf 50 ausgewerteten angloamerikanischen Kritiken.

### Deutschsprachiger Raum
Aufgrund der Veröffentlichung bei Prime Video fand ein regulärer Kinostart im deutschsprachigen Raum nicht statt. Viele Tageszeitungen darunter auch große meinungsbildende Medien wie Frankfurter Allgemeine Zeitung, Neue Zürcher Zeitung oder Süddeutsche Zeitung verzichteten daher auf Filmbesprechungen. Im Spiegel erschien eine Kurzkritik, in der Wolfgang Höbel die Hauptdarsteller Nicole Kidman und Javier Bardem in ihren Rollen als „steife wie energische Perfektionistin“ bzw. „brummiger Macho mit unwiderstehlichem Charme“ beschrieb.
Als einer der wenigen deutschsprachigen Feuilletonisten widmete Patrick Heidmann Being the Ricardos in der Berliner Zeitung eine umfassende Besprechung. Er bezweifelte, dass ein deutsches Publikum mit dem Filmtitel auf Anhieb etwas anfangen könne. Dennoch könnte dieser Umstand Being the Ricardos „vielleicht sogar noch interessanter“ machen. Heidmann fasste den Film als facettenreichen und sehr humorvollen Blick auf das amerikanische Showgeschäft in der Mitte des 20. Jahrhunderts sowie als „Plattform“ für Hauptdarstellerin Kidman zusammen, „die so überzeugend“ aufspiele „wie seit einigen Jahren nicht mehr“. Filmemacher Sorkin unterstellte er die Verdichtung der realen Ereignisse auf eine Woche als „etwas freche, aber effektive Schummelei“ und machte Schwächen an seinem Inszenierungsstil aus, darunter die „pseudo-dokumentarische Rahmenhandlung“, die „geradezu amateurhaft“ wirke.
Christopher Schröder (Zeit Online) lobte Sorkin für seine Spielerei „mit den unterschiedlichen fiktionalen Ebenen“ und bezeichnete die Verpflichtung von Kidman und Bardem als „Glücksgriff“. Ihr Spiel sei brillant und trage den Film mit „Leichtigkeit“. In Being the Ricardos gehe es „um die großen Themen: Liebe, Betrug, Sex, Politik, Geld und immer wieder Macht und die Frage, wer sie wie über wen ausübt“. Dabei verleihe „die Enge der Studiokulissen“ dem Film „streckenweise eine paranoide Stimmung“. Die Verdichtung der Ereignisse tue der Dramaturgie von Being the Ricardos „nur gut“. Sorkin löse allerdings „die Zuspitzung sämtlicher Konflikte in einer allzu gefälligen Wendung“ auf, was Schröder kritisierte.

## Auszeichnungen
Being the Ricardos gewann mehrere Film- und Festivalpreise und wurde für über 50 weitere nominiert. Nicole Kidman gewann im Jahr 2022 für ihre Leistung u. a. einen Golden Globe Award als Beste Hauptdarstellerin in einem Drama und wurde für den Oscar nominiert. Ebenfalls Oscar-Nominierungen erhielten Hauptdarsteller Javier Bardem und Nebendarsteller J. K. Simmons.
| Filmpreis (Auswahl)                                     | Kategorie                       | Preisträger/ Nominierte           | Resultat  |
| ------------------------------------------------------- | ------------------------------- | --------------------------------- | --------- |
| AACTA International Awards 2022                         | Bester Film                     | n. a.                             | Nominiert |
| AACTA International Awards 2022                         | Beste Hauptdarstellerin         | Nicole Kidman                     | Gewonnen  |
| AACTA International Awards 2022                         | Bestes Drehbuch                 | Aaron Sorkin                      | Nominiert |
| British Academy Film Awards 2022                        | Bestes Originaldrehbuch         | Aaron Sorkin                      | Nominiert |
| British Academy Film Awards 2022                        | Beste Filmmusik                 | Daniel Pemberton                  | Nominiert |
| Critics’ Choice Movie Awards 2022                       | Beste Hauptdarstellerin         | Nicole Kidman                     | Nominiert |
| Critics’ Choice Movie Awards 2022                       | Bester Nebendarsteller          | J. K. Simmons                     | Nominiert |
| Critics’ Choice Movie Awards 2022                       | Bestes Originaldrehbuch         | Aaron Sorkin                      | Nominiert |
| Golden Globe Awards 2022                                | Beste Hauptdarstellerin – Drama | Nicole Kidman                     | Gewonnen  |
| Golden Globe Awards 2022                                | Bester Hauptdarsteller – Drama  | Javier Bardem                     | Nominiert |
| Golden Globe Awards 2022                                | Bestes Drehbuch                 | Aaron Sorkin                      | Nominiert |
| Oscarverleihung 2022                                    | Beste Hauptdarstellerin         | Nicole Kidman                     | Nominiert |
| Oscarverleihung 2022                                    | Bester Hauptdarsteller          | Javier Bardem                     | Nominiert |
| Oscarverleihung 2022                                    | Bester Nebendarsteller          | J. K. Simmons                     | Nominiert |
| Palm Springs International Film Festival 2022           | Career Achievement Award        | Nicole Kidman                     | Gewonnen  |
| Producers Guild of America Awards 2022                  | Bester Produzent – Kinofilm     | Todd Black                        | Nominiert |
| Santa Barbara International Film Festival 2022          | Modern Master Award             | Nicole Kidman, Amazon Prime Video | Gewonnen  |
| Satellite Awards 2021                                   | Beste Hauptdarstellerin – Drama | Nicole Kidman                     | Nominiert |
| Satellite Awards 2021                                   | Bester Nebendarsteller          | J. K. Simmons                     | Nominiert |
| Screen Actors Guild Awards 2022                         | Bester Hauptdarsteller          | Javier Bardem                     | Nominiert |
| Screen Actors Guild Awards 2022                         | Beste Hauptdarstellerin         | Nicole Kidman                     | Nominiert |
| Sunset Circle Awards 2021                               | Bester Film                     | n. a.                             | Nominiert |
| Sunset Circle Awards 2021                               | Beste Hauptdarstellerin         | Nicole Kidman                     | Nominiert |
| Sunset Circle Awards 2021                               | Bestes Drehbuch                 | Aaron Sorkin                      | Gewonnen  |
| Sunset Circle Awards 2021                               | Bestes Schauspielensemble       | n. a.                             | Nominiert |
| Washington DC Area Film Critics Association Awards 2021 | Beste Hauptdarstellerin         | Nicole Kidman                     | Nominiert |
| Writers Guild of America Awards 2022                    | Bestes Originaldrehbuch         | Aaron Sorkin                      | Nominiert |